# Lygidea obscura
Lygidea obscura är en insektsart som beskrevs av Reuter 1909. Lygidea obscura ingår i släktet Lygidea och familjen ängsskinnbaggar. Inga underarter finns listade i Catalogue of Life.